# Андреевка (Купинский район)
Андреевка — деревня в Купинском районе Новосибирской области России. Входила в состав Лягушенского сельсовета. Упразднена в 1979 году.

## География
Располагалась в 14 км (по прямой) к юго-востоку от центра сельского поселения села Лягушье.

## История
Основана в 1908 г. В 1928 году посёлок Андреевский состоял из 49 хозяйства. В нём располагались лавка общества потребления и маслозавод. В административном отношении являлся центром Андреевского сельсовета Черно-Курьинского района Славгородского округа Сибирского края.
В годы коллективизации в деревне был образован колхоз имени Крупской. В 1951 году колхоз вошел в состав укрупненного колхоза имени Жданова. Снята с учёта решением Новосибирского облсовета народных депутатов № 341 от 25.05.1979 года.

## Население
В 1926 году в посёлке проживало 243 человека (119 мужчин и 124 женщины), основное население — украинцы.